# Уомбак, Эбби
Мэри Эбигейл (Эбби) Уомбак (англ. Mary Abigail «Abby» Wambach; род. 2 июня 1980, Рочестер, Нью-Йорк) — американская футболистка, выступавшая на позиции форварда. Двукратная олимпийская чемпионка (в 2004 и 2012 годах). Занимает первое место в списке лучших бомбардиров сборной США (за ней — Мия Хэмм). Признана лучшей американской спортсменкой 2011 года. В 2012 году была названа лучшей футболисткой мира по версии ФИФА.

## Юношеские годы
Эбби Уомбак родилась 2 июня 1980 года в Рочестере, штат Нью-Йорк, в семье была младшей из семи детей. Во время учёбы в частной католической школе Our Lady of Mercy High School в Рочестере начала серьёзно заниматься футболом и баскетболом. После окончания школы получила стипендию на обучение во Флоридском университете, где играла за университетскую команду с 1998 по 2001 год. В составе команды выиграла чемпионат Национальной ассоциации студенческого спорта (1998) и четыре чемпионата американской студенческой лиги Southeastern Conference (1998, 1999, 2000, 2001). Была удостоена также нескольких индивидуальных наград, в частности почётного звания всеамериканского спортсмена (1999, 2000, 2001). Установила рекорды университета по количеству забитых голов (96), голевых передач (50), голов, принёсших победу (24) и хет-триков (10). В 2012 году её имя было внесено в Зал славы Флоридского университета.

## Клубная карьера
В 2002 году начала играть за клуб «Вашингтон Фридом» (в 2011 году клуб был перемещён во Флориду и переименован в «magicJack»). В период распада женской лиги с 2003 по 2009 год выступала лишь за сборную страны. С 2013 по 2014 годы выступала за «Вестерн Нью-Йорк Флэш».

## Карьера в сборной
Уомбак вошла в основной состав женской сборной США по футболу на чемпионате мира 2003 года. Благодаря голу Эбби в матче против сборной Норвегии команда вышла в четвертьфинал и стала бронзовым призёром соревнований. Следующим достижением Уомбак в составе сборной стала золотая медаль Олимпиады 2004 года в Афинах. Гол Уомбак в ворота сборной Бразилии принёс команде победу со счётом 2:1. В первом матче чемпионата мира по футболу 2007 года Уомбак столкнулась с футболисткой сборной КНДР, после чего на голову Эбби наложили 11 швов. Травма не помешала спортсменке продолжить игру и забить шесть голов в шести матчах чемпионата. В 2008 году во время игры Уомбак сломала ногу, в результате чего не смогла принять участие в плей-офф Олимпиады в Пекине. Уомбак забила гол головой на 122 минуте четвертьфинального матча чемпионата мира по футболу среди женщин 2011 года, принеся команде победу над сборной Бразилии. В финале соревнований сборная США уступила команде Японии в серии послематчевых пенальти.
По состоянию на август 2012 года на счету Уомбак 143 гола в 188 международных матчах. По этому показателю спортсменка занимает второе место в списке лучших бомбардиров сборной США после Мии Хэмм, на счету которой 158 голов.
25 июля 2012 Уомбак забила первый гол своей сборной на Олимпиаде в Лондоне в матче против Франции, который закончился со счётом 4:2 в пользу американской команды. Во втором матче против сборной Колумбии Уомбак получила удар в правый глаз от игрока команды противника, однако впоследствии забила гол, чем помогла команде одержать победу со счётом 3:0. Она также забила гол с пенальти в полуфинальном матче против сборной Канады, в котором американки выиграли со счётом 4:3. 9 августа 2012 Эбби завоевала свою вторую золотую олимпийскую медаль после победы женской сборной США над командой Японии со счётом 2:1.
Уомбак шесть раз получала звание футболиста года в США (2003, 2004, 2007, 2010, 2011, 2013), а в 2011-м была признана лучшей американской спортсменкой года среди всех видов спорта и стала первой футболисткой, получившей эту награду.

## Личная жизнь
Эбби — открытая лесбиянка. В 2013—2016 годы Уомбак была жената на футболистке Саре Хаффман. С 14 мая 2017 года она жената во второй раз за писательнице Гленнон Дойл Мелтон, с которой она встречалась около года до их свадьбы.

## Достижения
- Лучшая футболистка года по версии ФИФА: 2012
- Футболистка года в США (6)[5]: 2003, 2004, 2007, 2010, 2011, 2013[6]
- Спортсменка года в США[англ.]: 2011
- Обладательница «Бронзовой бутсы» и «Серебряного мяча» чемпионата мира 2011 года